# Christian Vande Velde

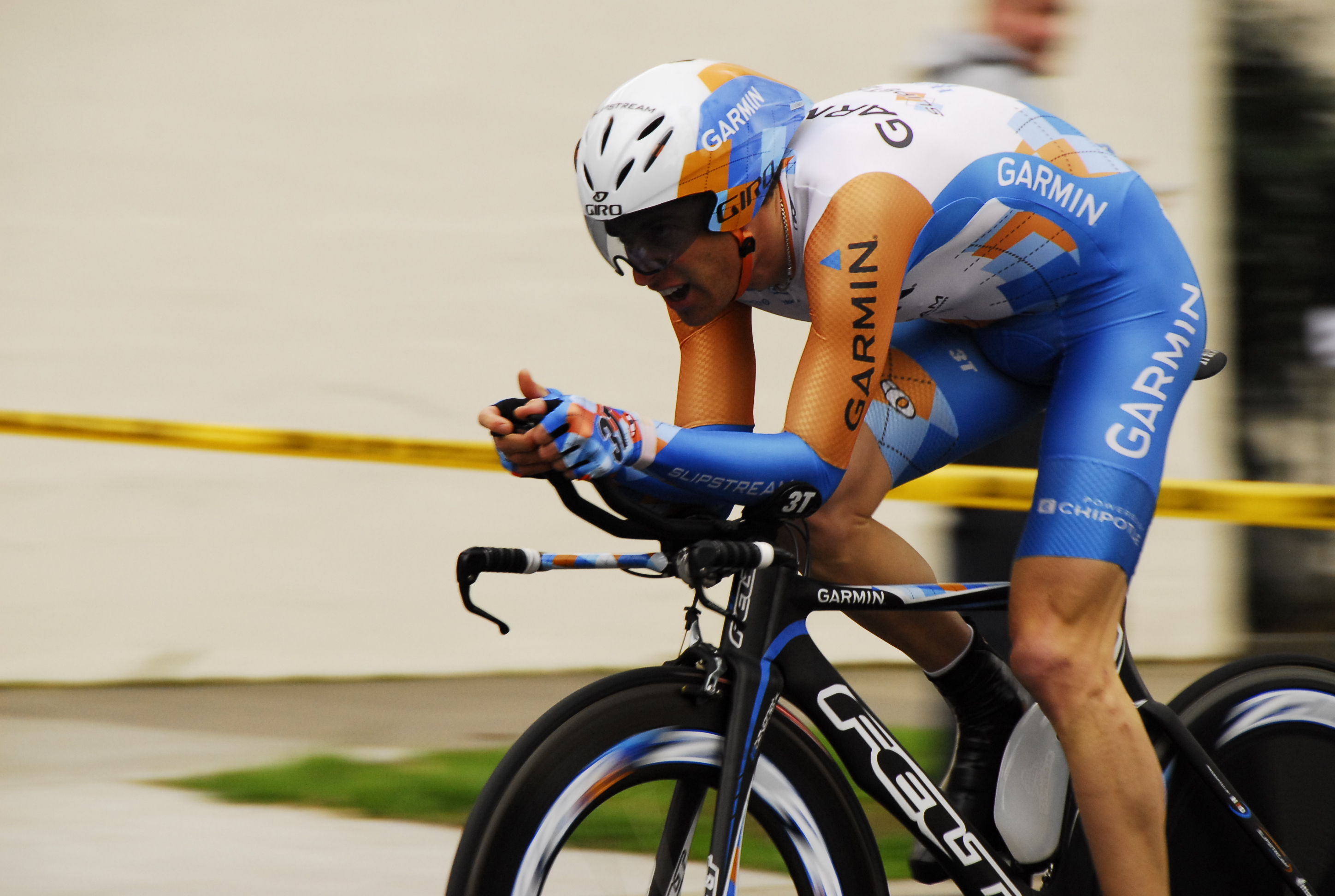
Christian Vande Velde tijdens de Ronde van Californië 2009

Christian Vande Velde [verengelste uitspraak: 'vɛndəvɛlt] (Lemont, 22 mei 1976) is een voormalig beroepswielrenner uit de Verenigde Staten. Vande Velde was een goed klimmer en tijdrijder. Hij reed onder meer bij de beruchte US Postal-ploeg in dienst van Lance Armstrong, waarvoor hij in 2012 evenals Armstrong in opspraak kwam wegens dopinggebruik. 

## Biografie
Vande Velde is de zoon van oud-wielrenner en oud-bondsvoorzitter John Vande Velde. Zijn zus Marisa werd ook wielrenster. Vande Veldes overgrootvader was afkomstig uit het Belgische Laarne nabij Gent in Oost-Vlaanderen, doch emigreerde begin 20e eeuw naar Chicago, wat de verklaring is voor zijn Vlaams klinkende achternaam.
Vande Velde werd in 1998 prof bij de US Postal, waar hij tot en met 2003 reed. In 1999 en 2001 maakte hij deel uit van de ploeg die Lance Armstrong hielp de Tour de France te winnen.
In 2008 won Vande Velde met zijn ploeg Chipotle de proloog van de Ronde van Italië. Vande Velde kwam als eerste over de streep en hij pakte zo de roze leiderstrui.
In de Ronde van Frankrijk 2008 werd hij verrassend vijfde, na al enkele mooie ereplaatsen behaald te hebben. Een jaar later eindigde hij in de Tour als achtste.
In 2012 gaf Vande Velde in een interview met The New York Times toe dat hij gaandeweg zijn lidmaatschap van de wielerploeg US Postal op aandringen van zijn arts en ploegleider in het geheim doping was gaan gebruiken. Pas na het verlaten van deze ploeg, en na vijf jaar van afbouwen van zijn dopinggebruik, rijdt hij naar eigen zeggen pas vanaf 2008 weer 'schoon' in de verondersteld dopingvrije Garmin-Sharp wielerploeg.

## Belangrijkste overwinningen
1999
- Eindklassement Redlands Bicycle Classic

2002
- 1e etappe Ronde van Catalonië

2005
- Bergklassement ENECO Tour

2006
- Eindklassement Ronde van Luxemburg

2007
- UCI ProTour Ploegentijdrit (met Michael Blaudzun, Matthew Goss, Bobby Julich, Marcus Ljungqvist, Luke Roberts, Nicki Sørensen en David Zabriskie)

2008
- Proloog Ronde van Italië (Ploegentijdrit)
- 3e etappe Ronde van Missouri
- Eindklassement Ronde van Missouri

2009
- 4e etappe Parijs Nice

2012
- Ploegenklassement Ronde van Catalonië
- 4e etappe Ronde van Italië (ploegentijdrit)
- Eindklassement Ronde van Colorado

## Resultaten in voornaamste wedstrijden
| Jaar | Ronde van Italië | Ronde van Frankrijk | Ronde van Spanje |
| ---- | ---------------- | ------------------- | ---------------- |
| 1998 |                  |                     | 90e              |
| 1999 |                  | 85e                 |                  |
| 2000 |                  |                     |                  |
| 2001 |                  | opgave              |                  |
| 2002 |                  |                     | 25e              |
| 2003 |                  |                     |                  |
| 2004 |                  | 56e                 |                  |
| 2005 | 114e             |                     | 31e              |
| 2006 |                  | 23e                 |                  |
| 2007 |                  | 25e                 | 39e              |
| 2008 | 52e              | 4e                  |                  |
| 2009 | opgave           | 7e                  |                  |
| 2010 | opgave           | opgave              | 57e              |
| 2011 |                  | 17e                 |                  |
| 2012 | 22e              | 60e                 |                  |
| 2013 | 110e             | opgave              |                  |

| Jaar | Milaan-San Remo | Ronde van Vlaanderen | Amstel Gold Race | Luik-Bast.‑Luik | Waalse Pijl |  | WK op de weg |  | Wereldranglijsten |
| ---- | --------------- | -------------------- | ---------------- | --------------- | ----------- |  | ------------ |  | ----------------- |
| 1998 |                 |                      |                  |                 |             |  |              |  |                   |
| 1999 |                 | 65e                  |                  | 54e             | 31e         |  |              |  |                   |
| 2000 |                 |                      | 89e              | 18e             | 32e         |  |              |  |                   |
| 2001 | 20e             | 17e                  | 22e              | 31e             |             |  |              |  |                   |
| 2002 |                 | 87e                  | 27e              | 53e             | 17e         |  |              |  |                   |
| 2003 |                 |                      | 102e             |                 | 47e         |  |              |  |                   |
| 2004 |                 |                      |                  |                 |             |  |              |  |                   |
| 2005 |                 |                      |                  |                 |             |  |              |  |                   |
| 2006 |                 |                      |                  |                 |             |  | 68e          |  | 174e (UPT)        |
| 2007 |                 |                      |                  | 85e             |             |  | 36e          |  | 114e (UPT)        |
| 2008 |                 |                      |                  |                 |             |  |              |  |                   |
| 2009 |                 |                      |                  |                 |             |  |              |  | 64e (UWK)         |
| 2010 |                 |                      |                  | 75e             |             |  | 79e          |  |                   |
| 2011 |                 |                      | 90e              | 74e             | 65e         |  |              |  | 142e (UWT)        |
| 2012 |                 |                      |                  |                 |             |  |              |  |                   |